# Melasina autochthonia
Melasina autochthonia är en fjärilsart som beskrevs av Edward Meyrick 1931. Melasina autochthonia ingår i släktet Melasina och familjen säckspinnare. Inga underarter finns listade i Catalogue of Life.